# Hiatomyia cyanescens
Hiatomyia cyanescens är en tvåvingeart som först beskrevs av Friedrich Hermann Loew 1863.  Hiatomyia cyanescens ingår i släktet Hiatomyia och familjen blomflugor. Inga underarter finns listade i Catalogue of Life.